# Oreodonta
Oreodonta – zwana czasami po angielsku przeżuwającymi świniami grupa przeżuwających ssaków kopytnych o krótkim pysku i kłach przypominających ciosy. Część z lepiej poznanych form przypominało dzisiejsze świnie, dlatego też grupę włączano do świniokształtnych (świniowate, pekari i ich przodkowie). Współczesny pogląd sytuuje je bliżej wielbłądowatych. Nazwa naukowa Oreodonta oznacza „górskie zęby” i odnosi się do wyglądu trzonowców. Większość przedstawicieli osiągała rozmiary owcy. Niektórzy dorównywali wielkością bydłu domowemu. Byli ciężko zbudowani. Krótkie kończyny kończyły się czterema kopytkami. W przeciwieństwie do dzisiejszych przeżuwaczy posiadały długi ogon.
Z wyglądu przypominały świnię czy owcę i dopiero szczegóły budowy zębów wskazują na ich pokrewieństwo z wielbłądowatymi. Pasły się na terenach trawiastych i leśnych. Były szeroko rozprzestrzenione w Ameryce Północnej podczas oligocenu i miocenu, choć pojawiły się w eocenie. Formy późniejsze zróżnicoway się, wypełniając różnorodne siedliska. Przykładowo u Promerycochoerus znaleziono adaptacje wskazujące na częściowo wodny tryb życia, podobny do spotykanego u współczesnego hipopotama.

## Klasyfikacja
Oreodonta obejmują dwie rodziny. Merycoidodontidae (pierwotnie zwana Oreodontidae) obejmuje wszystkie zaawansowane ewolucyjnie gatunki. Rodzina Agriochoeridae zawiera mniejsze, prymitywniejsze formy. Razem tworzą wymarły takson w randze podrzędu. Wedle jednego z poglądów zwierzęta te były dalekimi krewnymi świniowatych, pekari i hipopotamów. Niektórzy naukowcy w związku z tym umieszczają je w podrzędzie świniokształtnych, Wedle innych takson ten bliższy jest wielbłądowatym, włączają go więc do podrzędu wielbłądokształtnych. Jeszcze inni specjaliści łączą oreodonty z krótko żyjącymi Cainothetia w podrząd Ancodonta. Wszyscy zgadzają się, że oreodonty stanowiły wczesne formy parzystokopytnych. Obecnie najwięcej dowodów przemawia za klasyfikacją Oreodonta w obrębie Tylopoda razem z wielbłądowatymi i Protoceratidae.
Literatura specjalistyczna pisuje ponad 50 rodzajów. Jednakże szeroko uznaje się pogląd, wedle którego taksonomia zbytnio je rozdrabnia. Wiele ze wspomnianych nazw rodzajowych może w rzeczywistości stanowić synonimy. Ostatni pełny przegląd taksonomii oreodontow autorstwa C. Bertranda Schultza i Charlesa H. Falkenbacha stał się przedmiotem krytyki za tworzenie nadmiernej ilości rodzajów częściowo na podstawie widocznych różnic anatomicznych pomiędzy okazami, które okazały się w rzeczywistości deformacjami tafonomicznymi powstałymi już po śmierci zwierzęcia. Niezdeformowane czaszki umieszczano w jednym rodzaju, podczas gdy zgniecione bocznie w drugim, a te zgnieciono przednio-tylne w następnym. Naukowcy palnują więc powtórne przebadanie oreodontów i synonimizację wielu rodzajów, jednak dotychczas dokonano przeglądu tylko likla ich. Dotychczas najlepiej poznanym rodzajem pozostaje Merycoidodon, wcześniej szeroko znany jako „Oreodon”.

## Rodziny, podrodziny i rodzaje
Rodzina Merycoidodontidae
- - †Aclistomycter
  - †Limnenetes
  - †Metoreodon
  - †Pseudogenetochoerus
  - †Pseudoleptauchenia
  - †Superdesmatochoerus

Podrodzina †Oreonetinae
- - †Bathygenys
  - †Megabathygenys
  - †Oreonetes
  - †Parabathygenys

Podrodzina †Leptaucheniinae
- Plemię †Leptaucheniini
  - †Leptauchenia (=Brachymeryx, Cyclopidius, Hadroleptauchenia, Pithecistes, Pseudocyclopidius)
- Plemię †Sespiini
  - †Sespia (=Megasespia)

Podrodzina †Merycoidodontinae (= Oreodontinae)
- - †Merycoidodon (=Blickohyus, Genetochoerus, Oreodon, Otionohyus, Paramerycoidodon, Prodesmatochoerus, Promesoreodon, Subdesmatochoerus)
  - †Mesoreodon

Podrodzina †Miniochoerinae
- - †Miniochoerus (=Paraminiochoerus, Parastenopsochoerus, Platyochoerus, Pseudostenopsochoerus, Stenopsochoerus)

Podrodzina †Desmatochoerinae
- - †Desmatochoerus
  - †Megoreodon
  - †Pseudodesmatochoerus

Podrodzina †Promerycochoerinae
- - †Promesodreodon
  - †Promerycochoerus
  - †Merycoides

Podrodzina †Merychyinae
- - †Oreodontoides
  - †Paroreodon (= Epigenetochoerus)
  - †Paramerychyus
  - †Merychyus

Podrodzina †Eporeodontinae
- - †Dayohyus
  - †Eporeodon

Podrodzina †Phenacocoelinae
- - †Phenacocoelus
  - †Submerycochoerus
  - †Pseudomesoreodon
  - †Hypsiops

Podrodzina †Ticholeptinae
- - †Mediochoerus
  - †Ticholeptus (=Poatrephes)
  - †Ustatochoerus

Podrodzina †Merycochoerinae
- - †Merycochoerus
  - †Brachycrus (=Pronomotherium)